# 拓跋觚
拓跋觚（?—397年），中國南北朝時期北魏昭成皇帝拓跋什翼犍第三子秦明王拓跋翰娶拓跋什翼犍第二子拓跋寔遗孀献明皇后贺氏所生子，拓跋儀及拓跋烈之弟，道武帝拓跋珪的堂弟兼同母弟。
拓跋觚勇略有膽氣，年少時與兄拓跋儀追隨拓跋珪，侍衛左右。太元十六年（公元391年），拓跋觚出使後燕見慕容垂，慕容垂衰老，子弟用事，留拓跋觚以求良馬。拓跋珪不與，遂與後燕絕交，使長史張袞求好於西燕。拓跋觚率左右數十騎，殺其衛將逃歸，燕太子慕容寶追及捕獲他，返歸中山，慕容垂待之如同最初時一樣。
拓跋觚因留心學業，誦讀經書數十萬言，後燕國人稱讃重視他。拓跋珪後來征討中山，慕容詳既自立後，遂殺害拓跋觚以固眾人之心，拓跋珪聽聞後哀慟。直至平定中山，開慕容詳之靈柩，斬其屍首，收議害拓跋觚者高霸、程同等，皆夷五族，以大刃剉殺他們。跟着改葬拓跋觚，追諡秦愍王，封子拓跋夔為豫章王以昭拓跋觚之功。